# Moruga kimberleyi
Moruga kimberleyi är en spindelart som beskrevs av John Earle Raven 1994. Moruga kimberleyi ingår i släktet Moruga och familjen Barychelidae.
Artens utbredningsområde är Western Australia. Inga underarter finns listade i Catalogue of Life.